# Радован Бећировић Требјешки
Радован Бећировић - Требјешки (Љевишта, 7. април 1897 — Никшић, 8. август 1986) је био црногорски народни песник и гуслар. Сматра се последњим епским бардом српског народа и једним од највећих песника новије епске поезије. У својим песмама описује све значајније догађаје и личности из српске историје. Песме надахнуте патриотизмом описују јунаштво, судбину и страдање српског народа кроз векове. Песме Радована Бећировића су биле 80-тих година прошлог века врло популарне код гуслара. Његова најпознатија гусларска песма Мојковачка битка је продата у виду плоча у великом броју примерака.

## Биографија
Радован Бећировић - Требјешки је рођен 7. априла 1897. године у горњоморачком селу Љевиштима. Бећировићи потичу од Никшићког племена Требјешани, те одатле наставак у имену песника. Поред Радована, отац Новица и мајка Солумија су имали још петоро деце. Са женом Јеленом (удатом Шћепановић) има сина Крста-Бећа. Шесторо Јеленине и Радованове деце је умрло јако рано. Још док је био јако мали, његова породица се сели у Дробњак, у Горњу Бијелу, где Радован проводи и највећи део свог живота. У Шавнику завршава три разреда основне школе. Док је као дете чувао овце, надарени песник је своје стихове и мисли записивао оштрим каменом на плочастим стенама. Први Бећировићев јавни наступ био је на сахрани Исаила Томића, студента који је због критике краља Николе био ухапшен и осуђен на 8 година, а који је услед прогона и након изласка извршио самоубиство, што је узнемирило црногорску јавност.
Као регрут учествује у Мојковачкој бици, након које бива заробљен и одведен у Мађарску. У заточеништву настају и његове прве песме „Глад у Црној Гори“. Период између два светска рата Радован проводи у Горњој Бијелој, где поред уобичајених домаћинских послова, пише и песме. Након песме „Мојковачка битка“ постаје познатији у народу, а након песме „Погибија краља Александра“ од краљице Марије добија орден Краљевски орден Светог Саве. Рођени Радованов брат Милован гине 1941 год. у Пљеваљској бици. Након рата бива једно време затворен од стране социјалистичких власти. Доста путује по свету, и то у задњој деценији свог живота. Између осталог обилази Јерусалим и Хиландар. „Под овом сам плочом лега, као сужањ жељан свега“, гласи епитаф на пишчевој надгробној плочи, чије је стихове још за време живота Хаџи Радован Бећировић Требјешки записао.

## Стваралаштво
Радован Бећировић је опевао све српске владаре и тешко да постоји знаменити српски јунак, а да није поменут у некој од његових песама. Његово богато стваралаштво се може поделити у три периода: пре, за време и песме које су настале после Другог светског рата. Прво су штампане појединачне песме: „Косовски бој“, „Мојковачка битка“, „Горски престо“, „Крновске легенде“, „Смаил-ага Ченгић“, „Омер-пашина година“, „Женидба бега Љубовића“, „Кривошијска буна“... Сабрана дела су исписана у три књиге: „Царев лаз“, „ Поломљене сабље“ и „Горски престо“, на укупно 777 страна, као и посебно издање аутобиографије „Од млинара до барда“.

## Други о Радовану Бећировићу
- Амфилохије Радовић: „...нема колибе црногорске, ни босанске, ни херцеговачке, гдје се не чују звуци гусала и гдје се не пјевају пјесме Радована Бећировића“.[9]
- Матија Бећковић: „...од твоје славе има и штете: тамо данас готово нико не зна неку другу пјесму осим твоју“.[10]
- професор др Драго Перовић: „...Дух његове поезије обликовао је мене лично и људе које ја познајем. Јер смо његову поезију слушали пре него што смо почели да читамо.“[11]
- У Никшићу, у организацији Савеза српских гуслара и Института за српску културу из Никшића, традиционално се сваке године одржава такмичарски Фестивал у част Хаџи Радована Бећировића Требјешког.[2]